# Autographa interscalaris
Autographa interscalaris är en fjärilsart som beskrevs av Eduard Friedrich Eversmann 1857. Autographa interscalaris ingår i släktet Autographa och familjen nattflyn. Inga underarter finns listade i Catalogue of Life.